# Ryggjehøe
De Ryggjehøe is een berg behorende bij de gemeente Lom in de provincie Oppland in Noorwegen. De berg, gelegen in Nationaal park Jotunheimen, heeft een hoogte van 2142 meter.
De Ryggjehøe is onderdeel van het gebergte Jotunheimen.